# Geschwänzter Ahorn
Der Geschwänzte Ahorn (Acer caudatum) ist eine Art aus der Gattung der Ahorne. Er kommt im Osten Asiens vor.

## Beschreibung
Der Geschwänzte Ahorn wächst als sommergrüner Baum, der Wuchshöhen von bis zu 10 Metern erreichen kann. Die kräftigen Äste haben eine Borke die elliptische bis längliche Lentizellen aufweist. Die bräunliche bis gräuliche, glatte Borke ist abblätternd.
Die Winterknospen sind eiförmig geformt. Die gegenständigen und gestielten, leicht ledrigen Laubblätter werden 8 bis 12 Zentimeter breit und stehen an einem 5 bis 10 Zentimeter langen, teils rot gefärbten, kahlen bis behaarten Blattstiel. Die Blätter sind gelappt bis gespalten, herzförmig und fünf-, seltener siebenfach gelappt und zugespitzt bis geschwänzt. Die Lappen sind an der Spitze zugespitzt bis geschwänzt. Der Blattrand ist doppelt spitzig gesägt. Die Blattoberseite ist dunkelgrün und die Unterseite hellgrün. An der Blattunterseite findet man mehr oder weniger, vor allem auf den Adern, eine gelbliche Behaarung, während die Blattoberseite kahl oder mit Ausnahme der Blattadern unbehaart ist.
Der Geschwänzte Ahorn ist einhäusig monözisch. Die Blütezeit umfasst den Monat Mai und die Früchte reifen im September. Die endständigen, aufrechten, bürstenförmigen und vielblütigen, behaarten Blütenstände sind rispig und stehen an bis 3 Zentimeter langen Stielen. An den 5 bis 8 Millimeter langen, schlanken Blütenstielen stehen die kleinen, funktionell eingeschlechtlichen, fünfzähligen und gelb-weißen Blüten mit doppelter Blütenhülle. Die länglichen Kronblätter werden rund 7 Millimeter lang, sie sind länger als die außen leicht behaarten Kelchblätter. Es werden bei den männlichen Blüten bis acht unbehaarte Staubblätter und ein Pistillode ausgebildet. Der Fruchtknoten der weiblichen Blüten weist eine dichte, gelb gefärbte Behaarung auf, der Griffel ist relativ lang mit kurzen Narbenästen. Die weiblichen Blüten enthalten Staminodien mit Antheroden.
Aus der Blüte entwickelt sich eine 2,5 bis 2,8 Zentimeter lange und 7 bis 9 Millimeter dicke, gelblich-braune und zweiteilige Flügelnuss. Die Nuss ist rundlich bis eiförmig und behaart bis kahl. Die Flügel spreizen sich spitz- bis rechtwinklig.
Die Chromosomenzahl beträgt 2n = 26.

## Verbreitung und Standort
Das natürliche Verbreitungsgebiet des Geschwänzten Ahorns umfasst China, Bhutan, Nordwest- und Nordostindien, Sikkim, Myanmar sowie Nepal. In China kommt die Art von Tibet und der Inneren Mongolei bis ins mittlere und südliche China vor.
Die Art wächst vor allem in Gebirgswäldern in Höhenlagen von 1700 bis 4000 Metern.

## Systematik
Der Geschwänzte Ahorn wird innerhalb der Gattung der Ahorne (Acer) der Sektion Spicata zugeordnet und ist nahe mit dem Vermont-Ahorn (Acer spicatum) verwandt. Die Erstbeschreibung erfolgte 1831 durch Nathaniel Wallich in Plantae Asiaticae Rariorum, Band 2. Synonyme für die Art sind, neben anderen, Acer papilio King, Acer multiserratum Maxim., Acer erosum Pax.
Es werden keine Unterarten mehr geführt.